# Ikuinen virta
Ikuinen virta —- дебютний альбом фінського поп-рок гурту Indica, виданий в 2004 році. Він став золотим у 2005 і платиновим в 2006. У фінському топ-40 альбом пробув 29 тижнів, досягши найбільшої популярності в січні 2005 року.

## Список композицій
1. Saalistaja 3:29
2. Scarlett 3:58
3. Ikuinen virta 4:15
4. Valehtelen 4:07
5. Surusilmä 4:43
6. Lasienkeli 2:58
7. Onnen kartano 4:04
8. Ihmisen lento 3:31
9. Lauluja paratiisista 3:10
10. Aaltojen takaa 4:19
11. Vettä vasten 6:08